# Vit skogslilja
Vit skogslilja (Cephalanthera longifolia), även svärdsyssla, är namnet till trots en växtart i familjen orkidéer. Den blir 20–50 cm hög och blommar i juni med klarvita blommor som har en gul fläck på läppen. Nedan blomställningen sitter långa lansettlika blad i två rader och i blomställningen finns små stödblad som är kortare än fruktämnena.

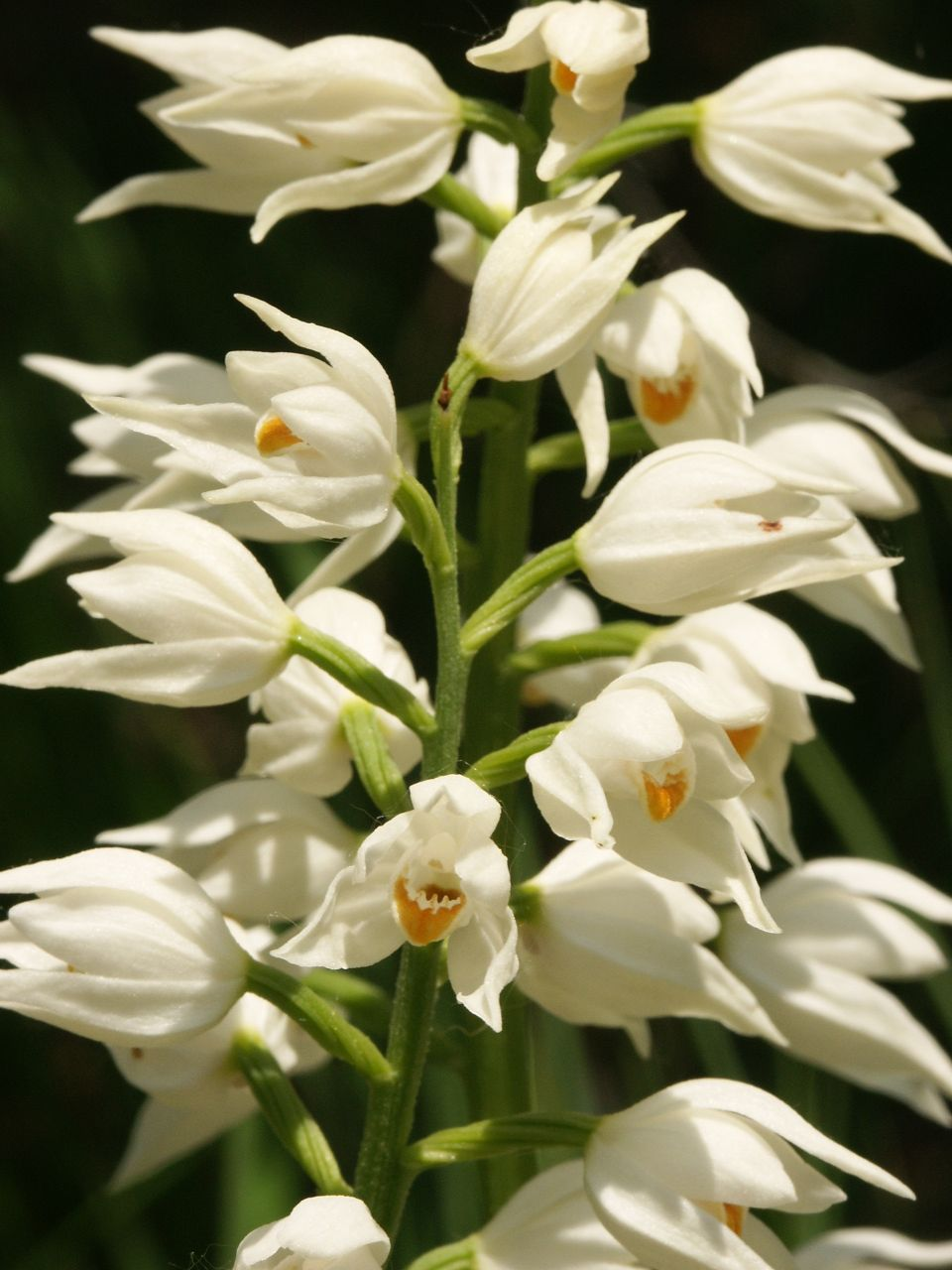
Närbild på blommorna med den gula fläcken på underläppen

## Växtplats och ekologi
Vit skogslilja föredrar torr grusig och alltid kalkrik jord. Den växer för det mesta på skuggiga eller halvskuggiga platser som lundar, lövängar och skogsbryn.

### Förväxlingsart
Den enda liknande svenska arten är stor skogslilja (C.damasonium) som i Norden endast finns på Gotland. Denna har emellertid gulaktigt vita blommor och stödblad som i alla fall i den nedre delen av blomställningen är betydligt längre än blommorna.

## Utbredning
Arten är i Norden knuten till kustnära områden i de södra delarna. I Sverige finns den upp till norra Uppland och i Finland endast på Åland. I Norge går den så långt upp som till Trondheimstrakten och den finns även på några få platser i Danmark. Förutom på Öland och Gotland är den överallt sällsynt. Världsutbredningen sträcker sig från sydvästra Europa och Skandinavien österut ända till Himalaja.

## Korsningar
Korsningar mellan vit skogslilja och den nära släktingen rödsyssla är vanliga, bland annat på Gotska Sandön. Korsningarna som kommit till genom pollinering av kringflygande bin. En av hybriderna benämns C. x otto-hechti.
Hybrider är även funna på Gotland.